# Hugues Bastide
Pour les articles homonymes, voir Bastide.
Pas d'image ? Cliquez ici

a Compétitions nationales et continentales officielles uniquement.

Dernière mise à jour le 29 octobre 2024.
Hugues Bastide, né le 24 novembre 1991 à Rodez (Aveyron), est un joueur français de rugby à XV qui évolue au poste de troisième ligne aile.

## Biographie
Hugues Bastide est né le 24 novembre 1991 à Rodez.
Il pratique très jeune le rugby à XV. Il commence sa carrière à 11 ans au Rugby Club Haut Gévaudan à Saint-Chély-d'Apcher, avant d'évoluer au Rugby Club Mende Lozère.
Avec son club formateur de l'ASM Clermont Auvergne qu'il a entre-temps rejoint, il intègre le centre de formation et est sacré champion de France Crabos en 2010 au sein de la troisième ligne aux côtés de Loïc Verdy et Julien Kazubek.
Il rejoint l'USON Nevers Rugby en 2013 dans le cadre du projet ambitieux de montée en Pro D2 du club. Il dispute ses quatre premières saisons en Fédérale 1, avant de participer à la montée du club en Pro D2 en mai 2017, à l'issue de la victoire face au SO Chambéry le  13 mai 2017.    
Il est ensuite le capitaine de l'équipe, succédant à Coenraad Basson, depuis janvier 2018.
Il atteint la phase finale pour l'accession au Top 14 au terme de la saison 2018-2019, s'inclinant face à l'Aviron bayonnais en match de barrage en mai 2019 et manquant de disputer les demi-finales.